# Heike Hustede
Heike Hustede   (Osnabrück, 16 de gener de 1946), de casada Nagel, és una nedadora alemanya, especialista en papallona, ja retirada, que va competir sota bandera de la República Federal Alemanya durant les dècades de 1960 i 1970.
El 1964 va prendre part en els Jocs Olímpics d'Estiu de Tòquio, on va disputar dues proves del programa de natació. Fou sisena en els 100 metres papallona, mentre en els 4x100 metres estils fou desqualificada. Quatre anys més tard, als Jocs de Ciutat de Mèxic, va disputar tres proves del programa de natació. Fent equip amb Angelika Kraus, Uta Frommater i Heidemarie Reineck guanyà la medalla de bronze en els 4x100 metres estils, mentre en els mentre en els 100 i 200 metres papallona fou sisena i cinquena respectivament. El 1972, a Múnic, va prendre part en els seus tercers Jocs Olímpics d'Estiu, però no aconseguí classificar-se per la final en cap de les proves disputades.
En el seu palmarès també destaca una medalla de plata en els 100 metres papallona una de bronze en els 4x100 metres estils del Campionat d'Europa de natació de 1966 i 1970. A nivell nacional va guanyar fins a 30 campionats nacionals de la RFA entre 1963 i 1972.
El 1968 fou guardonada amb el Silver Bay Leaf, el premi esportiu més important d'Alemanya.